# Geography Markup Language
Geography Markup Language (GML), ook bekend als ISO 19136, is een door het OGC opgestelde XML structuur voor de representatie van geografische (ruimtelijke en plaatsgebonden) informatie. Het definieert XML codering voor het overbrengen en opslaan van geografische informatie, waaronder zowel de geometrie als de eigenschappen van geografische karakteristieken. Om aan het IPR beleid voor Open GIS standaarden van OGC te blijven voldoen is GML royalty-free ter beschikking.